# Charles Nuitter
Charles-Louis-Étienne Nuitter era um libretista, tradutor, escritor e bibliotecário francês, nascido em Paris, França, em 24 de abril de 1828. Ele morreu em 23 de fevereiro de 1899, depois de sofrer um derrame alguns dias antes.
Nuitter estudou direito e praticou em Paris a partir de 1849. Ele era um afiado no teatro, e na década de 1850 começou a escrever libretos, principalmente vaudevilles, depois opéras comique, óperas, operetas e balés.  Estima-se que ele tenha escrito ou co-autor de cerca de 500 peças teatrais, incluindo libretti para várias obras de Offenbach, o cenário do balé Coppélia de Léo Delibes (Nuitter queria que a peça se chamasse La poupée de Nuremberg) e peças de Hervé, Guiraud  , Lalo, Lecocq e outros, dos quais 100 ou mais foram encenados. 
Ele ajudou a traduzir as óperas de Wagner para o francês (Tannhäuser, 1861, Rienzi, 1869, Lohengrin 1870 e The Flying Dutchman, 1872).  Outras traduções incluem I Capuleti e Montecchi, Oberon, Abu Hassan, Die Zauberflöte, e Verbis Macbeth, Aida, La Forza del Destino e Simon Boccanegra.  Wagner e Verdi estimavam muito a qualidade de suas traduções, e ele ajudou Verdi na revisão de Don Carlos em 1882-1883.  De uma época diferente, a tradução de Nuitter de La Prière du matin et du soir por Emilio de 'Cavalieri (1600) foi realizada regularmente nos Concertos do Conservatório nas décadas de 1870 a 80 e além. 

Envolvendo-se nos arquivos da Ópera de Paris em 1863, tornou-se arquivista oficial lá três anos depois e encerrou sua carreira em direito (havia prestado consultoria jurídica a Offenbach em uma disputa com o gerente do Théâtre des Bouffes-Parisiens antes de  a estréia de La belle Hélène em 1864). 
Seu trabalho de arquivo foi extremamente importante para catalogar a biblioteca existente, resgatar documentos da destruição e adquirir documentos e diários de autógrafos (às vezes às suas próprias custas) para a coleção. [2]  As aquisições de Nuitter incluíram uma importante coleção de livros de teatro de Joseph de Filippi e cerca de 900 libretos de ópera de um ex-diretor do teatro, Nestor Roqueplan.  Sua influência na expansão do arquivo foi impressionante.  Em 1861, havia 350 volumes;  até o final de 1862 havia 1.076, e em 1882 a coleção havia aumentado para 7.807. [3]  Ele garantiu que sua importância fosse levada em consideração quando o Palais Garnier foi inaugurado em 1875.
Trabalhos selecionados por Nuitter (geralmente em colaboração) 
Bavard et Bavarde (1862, Offenbach)
O signo de Fagotto (1863, Offenbach)
Les bavards (1863, Offenbach)
Les fées du Rhin (1864, Offenbach)
Une fantasia (1865, Hervé)
La source (1866, Delibes e Minkus - balé)
Vert-Vert (1869, Offenbach)
Coppélia (1870, Delibes - balé)
Boule de neige (1871, Offenbach)
Whittington (1874, Offenbach)
Maître Péronilla (1878, Offenbach)
Le coeur et la main (1882, Lecocq) 
Hellé (1896, Duvernoy)